# Zeche Gekrönte Antonia
Die Zeche Gekrönte Antonia  im Bochumer Stadtteil Stiepel, Ortsteil Schrick, ist ein ehemaliges Steinkohlenbergwerk. Sie war auch unter dem Namen Zeche Gekrönte Antonie bekannt und befand sich im Voßkuhlenbusch zwischen der Hevener Straße und der Haarstraße. Das Bergwerk gehörte zum Märkischen Bergamtsbezirk und dort zum Geschworenenrevier Westlich Witten.

## Bergwerksgeschichte
Am 27. Februar des Jahres 1845 wurden zunächst zwei Längenfelder verliehen. Im Jahr 1854 war das Bergwerk in Betrieb, der übertägige Transport der Kohlen erfolgte zur Kohlenniederlage an der Ruhr in der Nähe der Herbeder Schleuse. In den Jahren 1855, 1858 und 1863 war die Zeche nachweislich in Betrieb. Im Jahr 1865 war die Zeche zunächst noch in Betrieb, wurde aber danach stillgelegt. Ab September des Jahres 1880 war das Bergwerk kurzzeitig in Betrieb – es musste ein Schacht geteuft werden. Ab dem 1. Februar 1921 erfolgte die Wiederinbetriebnahme über einen Stollen. Am 1. November 1923 wurde die Zeche Gekrönte Antonia stillgelegt.

### Förderung und Belegschaft
Die ersten bekannten Förder- und Belegschaftszahlen des Bergwerks stammen aus dem Jahr 1855, damals waren 22 Bergleute auf der Zeche beschäftigt, die eine Förderung von 7713 preußischen Tonnen Steinkohle erbrachten. Im Jahr 1921 wurden mit 13 Bergleuten 197 Tonnen Steinkohle gefördert. Die maximale Förderung des Bergwerks wurde 1922 mit 18 Bergleuten erbracht, es wurden 1770 Tonnen Steinkohle gefördert.

## Wiederinbetriebnahme
Im Jahr 1951 wurde das Grubenfeld als Schürfbetrieb wieder in Betrieb genommen. Besitzer der Berechtsame war die Gewerkschaft Klosterbusch. Im Jahr 1952 wurde mit 37 Bergleuten die maximale Förderung des Schürfbetriebs erbracht, sie betrug 9544 Tonnen. Im darauffolgenden Jahr wurde auch der Schürfbetrieb der Zeche Gekrönte Antonia stillgelegt.